# Afdichting

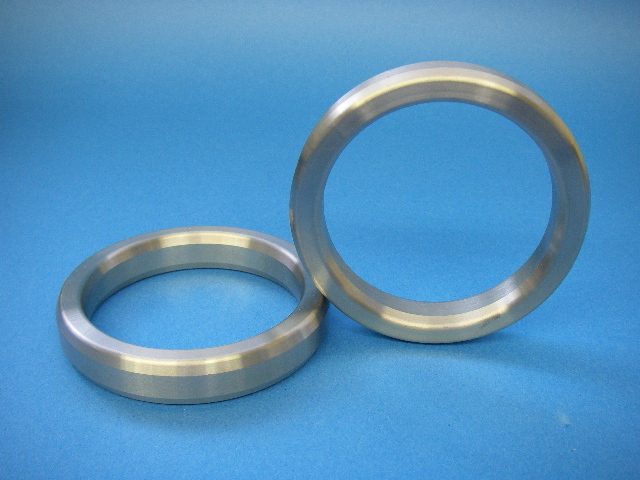
Voorbeeld van afdichting met ring

Afdichtingen of pakkingen zijn elementen of constructies die worden gebruikt om een ruimte op te vullen of het naar buiten of naar binnen dringen (lekken) van vloeistoffen of gassen te voorkomen.
De pakking bestaat hiervoor uit een materiaal dat gemakkelijker vervormt dan de delen die afgedicht moeten worden, zodat het bij vastklemmen de gewenste afdichting geeft. Afhankelijk van de toepassing worden pakkingen van bijvoorbeeld kunststof, rubber, kurk, grafiet of koper, papier, pakkingplaat, katoen of van metalen gemaakt. Er bestaat ook vloeibare pakking. Dit is een kit op siliconen- of butylbasis die uithardt en voor een vloeistof- en drukdichte verbinding zorgt. 
Afdichtingen zijn onder te verdelen in twee grote groepen:
- Statische afdichtingen: pakkingen voor delen die ten opzichte van elkaar niet bewegen, bijvoorbeeld pakkingen voor flenzen, pompdeksels of de koppakking van een verbrandingsmotor.
- Dynamische afdichtingen: pakkingen voor langs elkaar heen bewegende delen, bijvoorbeeld pompassen, zuigerstangen en afsluiters. Voorbeelden hiervan zijn: de stopbuspakking, de glijringafdichting, de asafdichting, de labyrintafdichting en de zuigerveer. Het gebruik van siliconenkit is bij dynamische afdichtingen niet mogelijk omdat de temperatuur hiervoor te hoog oploopt.

De O-ring is een speciale afdichting die een grotere flexibiliteit heeft dan een normale vlakke pakking.